# Johann Friedrich Kümmel
Johann Friedrich Kümmel (* 12. September 1770 in Rothenburg in Oberhessen; † 16. November 1825 in Hannover) war ein Königlich Hannoverscher Hof-Ofensetzer.

## Leben

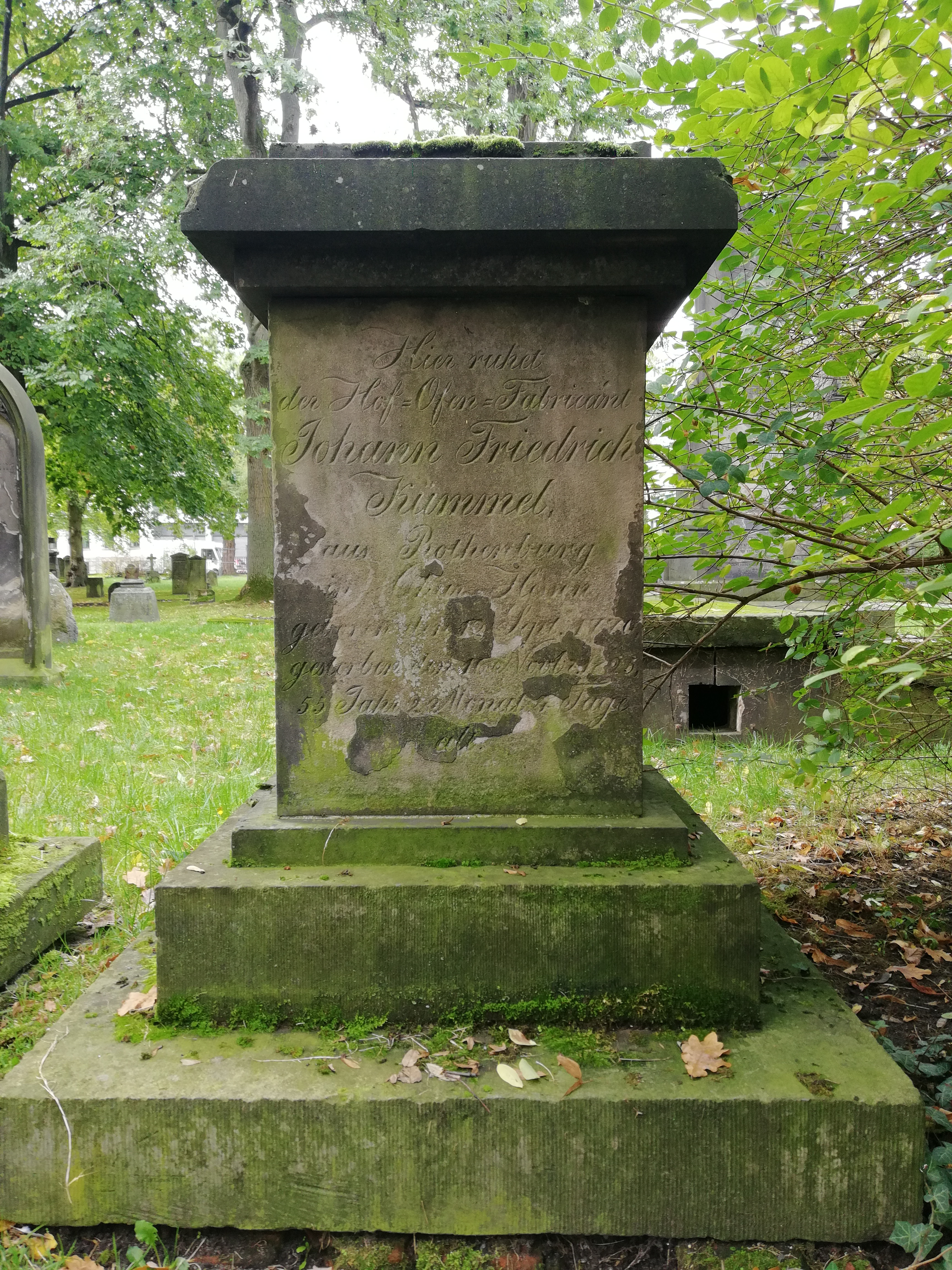
Grabstein für den Hof-Ofen Fabricant auf dem Gartenfriedhof

Der Hofofensetzer Johann Friedrich Kümmel kam mit seiner Familie aus der Nähe von Fulda. Laut dem Historischen Museum Hannover erfassten die Adressbücher Hannovers erstmals 1819 die Reihe der Kümmelschen Hofofensetzer, letztmals im Jahr 1867. „Der Hof-Ofen Fabricant Johann Friedrich Kümmel“, der zeitlich vor Anna Dorothea Kümmel, geborene Krieg (3. Juni 1787 bis 10. Dezember 1845) auf dem Gartenfriedhof bestattet wurde, war der Vater des Bildhauers Heinrich Kümmel (1810–1855), des Georg Ernst Conrad Kümmel, der unter dem Namen Georg Kümmel (1805–1874) als Hof-Ofenfabrikant in Hannover-Linden das väterliche Unternehmen fortführte, sowie eines weiteren Kindes, das den Vater ebenso wie dessen Witwe überlebte.